# مایلی (قزاقستان)
مایلی (قزاقی: Майлы) یک شهرک در استان پاولودار کشور قزاقستان است.